# Simone Colombari
Simone Colombari (Firenze, 6 aprile 1961) è un attore italiano.

## Biografia
Ha studiato alla Bottega Teatrale di Firenze, diretta da Vittorio Gassman. È sposato ed ha due figlie di nome Chiara e Carolina.

## Radio
Dal 2003 Simone prende parte alla trasmissione radiofonica di Radio 2 Rai 610 di Lillo & Greg e condotta in studio da Carolina Di Domenico (precedentemente da Alex Braga) a cura di Angelica Scianò con la regia di Peppe Verdel, interpretando vari personaggi:
- il poeta ufficiale Gianfilippo Caraglia, autore di sei raccolte di poesie in un italiano ignoto ai conduttori. Dopo aver declamato una nuova lirica, Caraglia invita a commentarla Lillo, che tenta suo malgrado di inventare estemporanee quanto improbabili esegesi, per giustificare le quali è infine costretto ad ammettere oscuri episodi di vita vissuta, suscitando la sprezzante perplessità del sommo vate.
- il poeta Altibano Colombani, in arte Fru Fru. Nonostante il contenuto delle poesie, tutte incentrate su personaggi maschili con cui Colombani ha avuto relazioni sentimentali, il poeta nega di essere gay e ribadisce con puntiglio la propria convinta eterosessualità.
- lo stilista Frankie Porello, ispirato creatore di abbigliamento prét-à-porter per l'uomo contemporaneo, che espone elaborate collezioni di capi multimaterici, vere e proprie opere d'arte d'alta moda.
- il poeta distrattista Alcibiade Simonari, che declama le prime strofe di una poesia, ma d'improvviso abbandona la trasmissione, lasciando incompiuta la lettura del componimento.
- il poeta Genesio Orso Guardini Viendalmonte, inventore del genere poetico "infantilismo", che vede l'autore regredire al livello della scrittura di un bimbo di tenera età.
- il poeta Enrico Maria di Giada Ombrosa, propulsore dell'avanguardia poetica denominata "volgarismo", la cui peculiarità consiste nel terminare i versi con una parola di volgarità estrema, del tutto gratuita ed avulsa dal contesto.
- l'artista concettuale Eric Castellan, raffinato designer e progettista multimediale, autore di audaci installazioni urbane che mirano a provocare intense reazioni nel pubblico.
- Colombo Simonai, fervente portavoce del movimento politico Ma quant'è bella l'Italia?.

Veste i panni anche di un inviato molto speciale curando varie rubriche:
- Sport estremi: collegamenti da varie parti del mondo, per illustrare le discipline sportive più pericolose.
- Olimpiadi del sesso: dal Palaporno di Stoccolma, ma anche da altre località, è la radiocronaca delle prime Olimpiadi del sesso.
- Escapologia estrema: servizi in diretta sugli esperimenti di grandi illusionisti, che devono evadere da situazioni pericolose, ma inesorabilmente muoiono.
- Gli scoop di Simone Colombari: rubrica protratta per più stagioni del programma.
- Tempio del gusto: reportage dalla rassegna gastronomica. Vengono presentati piatti sperimentali di grandi chef, che l'inviato segue in tutte le fasi della loro preparazione, per poi degustarli.
- CS Factor: un esperimento che stanno conducendo con tutti gli stati e le nazioni del mondo per dimostrare quanto il senso civico, l'educazione, la civiltà siano importanti al giorno d'oggi.
- Collaudi estremi: cronaca dei collaudi di alcuni prototipi di veicoli, utensili, od oggetti del vivere quotidiano, che dovrebbero cambiare la nostra vita. Ma la tendenza a discostarsi troppo dalla tecnologia convenzionale, puntualmente risulta fatale.
- Selfie Estremi: commenti in diretta dal campionato del mondo di selfie estremi. Lo scopo degli atleti consiste nel realizzare l'autoscatto in prossimità di un luogo notoriamente pericoloso. Come prevedibile, gli autori di tali temerarie imprese finiscono regolarmente per soccombere.

Con gli altri partecipanti del programma si è anche esibito dal vivo in varie occasioni.

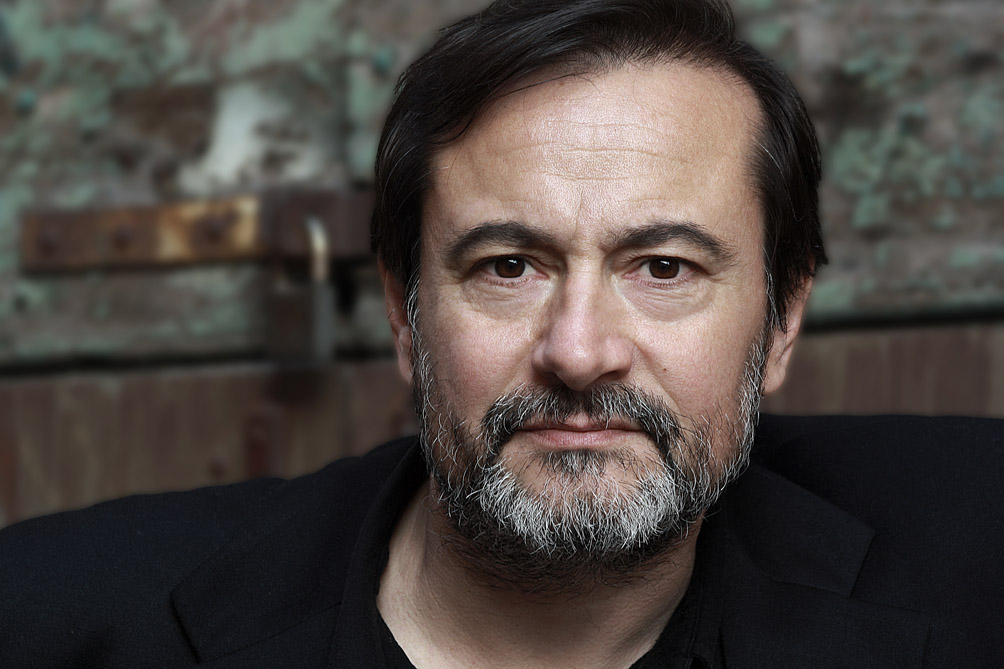
Simone Colombari

## Teatro
- 5740170 - 06 per chi chiama da fuori Roma di Lillo & Greg (1994)
- Troilo e Cressida, regia di Maurizio Panici (2009)
- Il mistero dell'assassino misterioso di Lillo & Greg (2000)
- Work in regress di Lillo & Greg (2004)
- La baita degli spettri di Lillo & Greg (2006-2007)
- La festa è di là di Agnès Jaoui e Jean Pierre Bacrì, regia di Siddhartha Prestinari (2007)
- Piccoli crimini coniugali di Éric-Emmanuel Schmitt, regia di Lorenzo Gioielli (2008)
- Far West Story di Lillo & Greg (2009)
- Vita, regia di Angelo Longoni (2009)
- Col piede giusto, regia di Angelo Longoni (2009)
- E tu sei bellissima, scritto e diretto da Claudio Proietti (2011)
- Sister Act, il musical ,nel ruolo di Monsignor O'Hara , regia di Carline Brouwer (2011)
- Nerone di Ettore Petrolini, ideazione e regia di Roberto Marafante (2012)
- Non sarà mica la fine del mondo?!, scritto e diretto da Roberto Marafante (2012)
- Come tu mi vuoi di Luigi Pirandello, regia di Francesco Zecca (2013/2014)
- La fantastica avventura di Mr Starr di Claudio "Greg" Gregori (Lillo & Greg), regia di Mauro Mandolini (2015)
- The Blues Legend, il musical, regia di Chiara Noschese (2015)
- L'ultima strega, il musical, regia di Andrea Palotto (2016)
- La cena dei cretini di Francis Veber, regia di Nicola Pistoia e Paolo Triestino (2017)
- Boomerang, regia di Angelo Longoni (2017)
- Il test di Jordi Vallejo, traduzione di Piero Pasqua, regia di Roberto Ciufoli (2019-2020)
- Il calapranzi di Harold Pinter, regia di Claudio Gregori e Simone Colombari (2021)
- Jannacci e dintorni, con Max Paiella (2024) [2]

## Filmografia

### Cinema
- Ultimo stadio, regia di Ivano De Matteo (2002)
- Dentro la città, regia di Andrea Costantini (2004)
- Rosso come il cielo, regia di Cristiano Bortone (2005)
- Non aver paura, regia di Angelo Longoni (2005)
- Piano 17, regia dei Manetti Bros. (2005)
- L'aria salata, regia di Alessandro Angelini (2006)
- Lillo e Greg - The movie!, diretto da Luca Rea (2007)
- Hotel Meina, regia di Carlo Lizzani (2007)
- Baciami ancora, regia di Gabriele Muccino (2010)
- Il bosco, regia di Eros Puglielli (2013)
- Colpi di fortuna, regia di Neri Parenti (2013)
- Tutto molto bello, regia di Paolo Ruffini (2014)
- Hotel Gagarin, regia di Simone Spada (2018)
- Io sono Mia, regia di Riccardo Donna  (2019)
- D.N.A. - Decisamente non adatti, regia di Lillo & Greg (2020)
- In vacanza su Marte, regia di Neri Parenti (2020)
- Il Divin Codino, regia di Letizia Lamartire (2021)
- Io sono Babbo Natale, regia di Edoardo Falcone (2021)
- Gli idoli delle donne, regia di Lillo e Greg ed Eros Puglielli (2022)
- Astolfo, regia di Gianni Di Gregorio (2022)

### Televisione
- Cri Cri – serie TV (1990)
- Incantesimo 4 – soap opera (2001)
- Distretto di Polizia 2 – serie TV, episodio 2x09 (2001)
- Don Matteo 4, episodio Tre spari nel buio – serie TV (2004)
- Part Time, regia di Angelo Longoni (2004)
- Le stagioni del cuore, regia di Antonello Grimaldi – miniserie TV (2004)
- Un anno a primavera, regia di Angelo Longoni – miniserie TV (2005)
- NormalMan – serie TV (2006)
- E poi c'è Filippo, regia Maurizio Ponzi – miniserie TV (2006)
- Crimini – serie TV, episodio 1x05 (2006-2007)
- R.I.S. 3 - Delitti imperfetti – serie TV,  episodio 3x15 (2007)
- Caravaggio, regia di Angelo Longoni – miniserie TV (2008)
- Il commissario Manara – serie TV, episodio 1x03 (2009)
- L'ispettore Coliandro – serie TV, episodio 3x03 (2009)
- Un amore di strega, regia di Angelo Longoni – film TV (2009)
- Le segretarie del sesto, regia di Angelo Longoni – miniserie TV (2009)
- Un caso di coscienza – serie TV, episodio 4x05 (2009-2010)
- Tiberio Mitri - Il campione e la miss, regia di Angelo Longoni – miniserie TV (2011)
- Don Matteo – serie TV, episodio 8x09 e  11x22 (2011, 2018)
- Non smettere di sognare – serie TV (2011)
- Squadra antimafia - Palermo oggi 3 – serie TV, episodi 3x06, 3x08 e 3x09 (2011)
- Distretto di Polizia – serie TV (2011)
- Rossella 2 – serie TV (2013)
- I segreti di Borgo Larici, regia di Alessandro Capone (2014)
- Il tredicesimo apostolo 2 – serie TV, episodio 2x03 (2014)
- Un posto al sole – soap opera (2014)
- La strada dritta, regia di Carmine Elia – miniserie TV (2014)
- Un passo dal cielo 3 – serie TV, 5 episodi (2015)
- Le tre rose di Eva 3 – serie TV (2015)
- I misteri di Laura – serie TV (2015)
- Baciato dal sole, regia di Antonello Grimaldi – miniserie TV (2016)
- Matrimoni e altre follie – serie TV (2016)
- I delitti del BarLume – serie TV (2016)
- C'era una volta Studio Uno, regia di Riccardo Donna – miniserie TV (2017)
- Sacrificio d'amore – serie TV (2017-2018)
- Liberi sognatori - La scorta di Borsellino, regia di Stefano Mordini – film TV (2018)
- Be Happy – programma TV (2018)
- Come quando fuori piove – serie TV (2018)
- L'isola di Pietro 3 – serie TV (2019)
- Non mentire, regia di Gianluca Maria Tavarelli – miniserie TV (2019)
- 1994 – serie TV, episodi 3x03-3x08 (2019) - ruolo: Giulio Tremonti
- Il processo – serie TV (2019)
- Studio Battaglia – serie TV, episodi 2x04-2x05-2x06 (2024)
- Il clandestino – serie TV (2024)
- La coda del diavolo, regia di Domenico De Feudis – film TV (2024)
- Vincenzo Malinconico, avvocato d'insuccesso – serie TV, episodi 2x03-2x04 (2024)
- Adorazione – serie TV, episodio 1x05 (2024)

### Cortometraggi
- L'erba del vicino non è sempre più verde di Giulia Cerulli, Simona Coppini, Livia Mucchi

## Doppiaggio

### Film d'animazione
- Jay Limo in Cars - Motori ruggenti
- Inaniwa Jr. in Lupin Terzo - Ishikawa Goemon getto di sangue